# HC Prievidza
A HC Prievidza egy szlovák jégkorongcsapat Privigyén. A csapat a harmadosztályú 2. hokejová liga nyugati csoportjában játszik.

## Története

### Korábban használt nevek
- 1954 - Tatran Prievidza
- 1975 - TJ Banské Stavby Prievidza
- 1998 - Polygon Prievidza
- 2000 - HC Prievidza
- 2002 - MšHK Prievidza
- 2010 - MHC Prievidza - sikertelen próbálkozás, újra MšHK Prievidza
- 2014 - MšHK Bulldogs Prievidza
- 2015 - HC Prievidza

## Statisztikák
| Főcsoport (Nyugati csoport) | Főcsoport (Nyugati csoport) | Főcsoport (Nyugati csoport) | Főcsoport (Nyugati csoport) | Főcsoport (Nyugati csoport) | Főcsoport (Nyugati csoport) | Főcsoport (Nyugati csoport) | Főcsoport (Nyugati csoport) | Főcsoport (Nyugati csoport) | Alsóház (Nyugati csoport) | Alsóház (Nyugati csoport) | Alsóház (Nyugati csoport) | Alsóház (Nyugati csoport) | Alsóház (Nyugati csoport) | Alsóház (Nyugati csoport) | Alsóház (Nyugati csoport) | Alsóház (Nyugati csoport) | Rájátszás                   | Rájátszás                   | Rájátszás                   |
| Szezon                      | LM                          | GY                          | GY. H.                      | V. H.                       | V                           | G                           | P                           | Helyezés                    | LM                        | GY                        | GY. H.                    | V. H.                     | V                         | G                         | P                         | Helyezés                  | Negyeddöntő                 | Elődöntő                    | Döntő                       |
| --------------------------- | --------------------------- | --------------------------- | --------------------------- | --------------------------- | --------------------------- | --------------------------- | --------------------------- | --------------------------- | ------------------------- | ------------------------- | ------------------------- | ------------------------- | ------------------------- | ------------------------- | ------------------------- | ------------------------- | --------------------------- | --------------------------- | --------------------------- |
| 2024–25                     | 14                          | 3                           | 0                           | 0                           | 11                          | 45:85                       | 9                           | 6.                          | 12                        | 5                         | 0                         | 0                         | 7                         | 60:55                     | 15                        | 3.                        | Nem jutott be a rájátszásba | Nem jutott be a rájátszásba | Nem jutott be a rájátszásba |

## Nézettség
| Szezon  | Teljes nézőszám | Átlagos nézőszám | Helyezés a ligában |
| ------- | --------------- | ---------------- | ------------------ |
| 2024–25 | 1946            | 278              | 10.                |